# Karl A. Niggemann
Karl A. Niggemann (* 27. Mai 1941 in Meinerzhagen) ist ein deutscher Unternehmer und Autor von Sachbüchern.

## Werdegang
Nach der Ausbildung zum Bankkaufmann folgte das Studium an der Bankakademie mit Diplom-Abschluss. 1965 wurde Niggemann zum Geschäftsführer der Spar- und Darlehenskasse Mark-Oberberg eG bestellt. Niggemann wechselte im Jahre 1969 zur heutigen Volksbank in Südwestfalen eG in Meinerzhagen und wurde dort zum Vorstandsvorsitzenden berufen. Nach acht Jahren im Vorstand der Volksbank gründete er 1978 eine Beratungsgesellschaft für Unternehmer.
Niggemann ist Autor verschiedener Fachbücher rund um Finanzen von Unternehmen und veröffentlicht regelmäßig Beiträge in Fachzeitschriften.

## Privatleben
Karl A. Niggemann ist seit 1964 mit Heidemarie Niggemann verheiratet. Aus der Ehe gehen zwei Kinder hervor.

## Publikationen
- Karl A. Niggemann: Praktiker-Checkliste – Überprüfung der Unternehmensfinanzierung. System-Marketing Hans O. Rasche, Heiligenhause, 1978
- Karl A. Niggemann: Langfristige Liquiditätssicherung – praktische Maßnahmen zur Vermeidung von finanziellen Engpässen. Weka-Verlag Fachverlag für Verwaltung und Industrie, 1980
- Karl A. Niggemann: Prüfung der Finanzierung und Sanierung. Verlag neue Wirtschafts-Briefe, Herne/Berlin 1981
- Karl A. Niggemann: Beleihungsgrundsätze der Banken und Sparkassen heute. Weka-Verlag Fachverlag für Verwaltung und Industrie, 1981
- Professor Dr. Ulrich Ertner und Karl A. Niggemann: Unternehmenswachstum durch Steuern finanziert. Weka-Verlag Fachverlag für Verwaltung und Industrie, 1982
- Ann-Kristin Achleitner, Oliver Everling und Karl A. Niggemann: Finanzrating. Gabler Verlag, 2007

Mitautor
- Heinrich Haasis, Thomas R. Fischer und Diethard B. Simmert: Mittelstand hat Zukunft – Praxishandbuch für eine erfolgreiche Unternehmenspolitik. Springer Gabler Verlag, 2007
- Rüdiger Frhr. V. Fölkersamb, Oliver Kurse und Volker Wittberg: Finanzdienstleistungen für den Mittelstand. Schaefer/Poeschel Verlag Stuttgart, 2009
- Ralph Beckmann, Heike Brost und Martin Faust: Unternehmensnachfolge im Mittelstand. Frankfurt School Verlag, 2012
- Karl A. Niggemann: Durch Strategie und Taktik zum maximalen Unternehmensverkaufspreis. Financial Yearbook Germany, 2012
- Georg Fahrenschon, Arndt Günther Kirchhoff und Diethard B. Simmert: Mittelstand – Motor und Zukunft der deutschen Wirtschaft. Springer Gabler Verlag, 2015